# Dukla Pardubice
Dukla Pardubice – czechosłowacki klub piłkarski, mający siedzibę w mieście Pardubice w środkowej części kraju.

## Historia
Chronologia nazw:
- 1953: VTJ Tankista Praha (Vojenská tělovýchovná jednota Tankista Praha)
- 1956: VTJ Tankista Pardubice (Vojenská tělovýchovná jednota Tankista Pardubice)
- 1957: VTJ Dukla Pardubice (Vojenská tělovýchovná jednota Dukla Pardubice)
- 1961: klub rozformowano - po fuzji z VCHZ Pardubice

Piłkarski klub Tankista Praha został założony w Pradze w 1953 roku do reprezentowania lądowych sił zbrojnych. Natychmiast po jego utworzeniu zespół przystąpił do rozgrywek na najwyższym szczeblu w Přebor československé republiky. Po trzech sezonach klub spadł w 1956 roku do 2. ligi. Rok później wrócił do 1. ligi, ale przeniósł się z Pragi do Pardubic, w związku z czym zmienił nazwę na Tankista Pardubice. W 1957 przyjął obecną nazwę Dukla Pardubice. Po trzech sezonach ponownie został oddelegowany do 2. ligi. W sezonie 1960/61 zajął drugie miejsce w grupie B 2.ligi. Latem 1961 klub zaprzestał istnieć po połączeniu z VCHZ Pardubice.

## Sukcesy

### Trofea międzynarodowe
Nie uczestniczył w rozgrywkach europejskich (stan na 31-05-2016).

### Trofea krajowe
| \| \| Zdobyte trofea w rozgrywkach Czechosłowacji (stan na: 31-03-2017) \| |                                                                   |      |                   |
| Rozgrywki                                                                  | Osiągnięcie                                                       | Razy | Sezon(y)          |
| · Mistrzostwo                                                              | I miejsce                                                         | 0    |                   |
| · Mistrzostwo                                                              | II miejsce                                                        | 0    |                   |
| · Mistrzostwo                                                              | III miejsce                                                       | 0    |                   |
| · Mistrzostwo                                                              | 7.miejsce                                                         | 1    | 1953              |
| Puchar                                                                     | zdobywca                                                          | 0    |                   |
| Puchar                                                                     | finalista                                                         | 0    |                   |
| II liga                                                                    | I miejsce                                                         | 1    | 1956 (grupa A)    |
| II liga                                                                    | II miejsce                                                        | 1    | 1960/61 (grupa B) |
| II liga                                                                    | III miejsce                                                       | 0    |                   |
| Czechosłowacja                                                             | Zdobyte trofea w rozgrywkach Czechosłowacji (stan na: 31-03-2017) |      |                   |

## Stadion
Klub rozgrywał swoje mecze domowe na stadionie Letním w Pardubicach, który może pomieścić 15000 widzów.